# ریگان (ایندیانا)
ریگان (به انگلیسی: Reagan) یک منطقهٔ مسکونی در ایالات متحده آمریکا است که در شهرستان کلینتون، ایندیانا واقع شده‌است. ریگان ۲۶۶٫۰۹ متر بالاتر از سطح دریا واقع شده‌است.